# 22.º Critics' Choice Movie Awards
O 22.º Critics' Choice Movie Awards ocorreu em 11 de dezembro de 2016, no Hangar Barker do aeroporto de Santa Monica, na Califórnia, juntamente com a premiação televisiva, homenageando o melhor da industria do cinema no ano de 2016. A cerimônia foi transmitida pelo canal A&E, enquanto o comediante T. J. Miller retornou como apresentador. Pela primeira vez na história da premiação, a data da cerimônia foi antecipada para dezembro, e não ocorreu em de seu mês habitual de janeiro.

## Cronograma
| Data                   | Evento                                  |
| ---------------------- | --------------------------------------- |
| 1 de dezembro de 2016  | Divulgação dos indicados à condecoração |
| 11 de dezembro de 2016 | Cerimônia                               |

## Prêmios e indicações
| Melhor Filme - La La Land - Arrival - Fences - Hacksaw Ridge - Hell or High Water - Lion - Loving - Manchester by the Sea - Moonlight - Sully | Melhor Diretor - Damien Chazelle – La La Land - Mel Gibson – Hacksaw Ridge - Barry Jenkins – Moonlight - Kenneth Lonergan – Manchester by the Sea - David Mackenzie – Hell or High Water - Denis Villeneuve – Arrival - Denzel Washington – Fences                                                                                                 |
| Melhor Ator - Casey Affleck – Manchester by the Sea como Lee Chandler - Joel Edgerton – Loving como Richard Loving - Andrew Garfield – Hacksaw Ridge como Desmond T. Doss - Ryan Gosling – La La Land como Sebastian Wilder - Tom Hanks – Sully como Chesley "Sully" Sullenberger - Denzel Washington – Fences como Troy Maxson                                  | Melhor Atriz - Natalie Portman – Jackie como Jackie Kennedy - Amy Adams – Arrival como Dr. Louise Banks - Annette Bening – 20th Century Women como Dorothea Fields - Isabelle Huppert – Elle como Michèle LeBlanc - Ruth Negga – Loving como Mildred Loving - Emma Stone – La La Land como Mia Dolan                                               |
| Melhor Ator Coadjuvante - Mahershala Ali – Moonlight como Juan - Jeff Bridges – Hell or High Water como Marcus Hamilton - Ben Foster – Hell or High Water como Tanner Howard - Lucas Hedges – Manchester by the Sea como Patrick Chandler - Dev Patel – Lion como Saroo Brierley - Michael Shannon – Nocturnal Animals como Detective Bobby Andes                | Melhor Atriz Coadjuvante - Viola Davis – Fences como Rose Maxson - Greta Gerwig – 20th Century Women como Abbie - Naomie Harris – Moonlight como Paula - Nicole Kidman – Lion como Sue Brierley - Janelle Monáe – Hidden Figures como Mary Jackson - Michelle Williams – Manchester by the Sea como Randi Chandler                                 |
| Melhor Ator/Atriz Juvenil - Lucas Hedges – Manchester by the Sea como Patrick Chandler - Alex Hibbert – Moonlight como Chiron / "Little" - Lewis MacDougall – A Monster Calls como Conor O'Malley - Madina Nalwanga – Queen of Katwe como Phiona Mutesi - Sunny Pawar – Lion como Saroo Brierley - Hailee Steinfeld – The Edge of Seventeen como Nadine Franklin | Melhor Elenco - Moonlight - 20th Century Women - Fences - Hell or High Water - Hidden Figures - Manchester by the Sea |
| Melhor Roteiro Original - Damien Chazelle – La La Land - Kenneth Lonergan – Manchester by the Sea - Barry Jenkins – Moonlight - Yorgos Lanthimos e Efthimis Filippou – The Lobster - Jeff Nichols – Loving - Taylor Sheridan – Hell or High Water | Melhor Roteiro Adaptado - Eric Heisserer – Arrival - Luke Davis – Lion - Tom Ford – Nocturnal Animals - Todd Komarnicki – Sully - Allison Schroeder e Theodore Melfi – Hidden Figures - August Wilson – Fences |
| Melhor Cinematografia - Linus Sandgren – La La Land - Stéphane Fontaine – Jackie - James Laxton – Moonlight - Seamus McGarvey – Nocturnal Animals - Bradford Young – Arrival | Melhor Direção de Arte - Sandy Reynolds-Wasco e David Wasco – La La Land - Stuart Craig, James Hambidge e Anna Pinnock – Fantastic Beasts and Where to Find Them - Jess Gonchor e Nancy Haigh – Live by Night - Paul Hotte, André Valade e Patrice Vermette – Arrival - Véronique Melery e Jean Rabasse – Jackie                                   |
| Melhor Edição - Tom Cross – La La Land - John Gilbert – Hacksaw Ridge - Blu Murray – Sully - Nat Sanders e Joi McMillon – Moonlight - Joe Walker – Arrival | Melhor Figurino - Madeline Fontaine – Jackie - Colleen Atwood – Fantastic Beasts and Where to Find Them - Consolata Boyle – Florence Foster Jenkins - Joanna Johnston – Allied - Eimer Ní Mhaoldomhnaigh – Love & Friendship - Mary Zophres – La La Land                                                                                           |
| Melhor Maquiagem - Jackie - Doctor Strange - Fantastic Beasts and Where to Find Them - Hacksaw Ridge - Star Trek Beyond | Melhores Efeitos Visuais - The Jungle Book - Arrival - Doctor Strange - Fantastic Beasts and Where to Find Them - A Monster Calls |
| Melhor Filme em Animação - Zootopia - Finding Dory - Kubo and the Two Strings - Moana - La Tortue rouge (The Red Turtle) - Trolls | Melhor Filme de Ação - Hacksaw Ridge - Captain America: Civil War - Deadpool - Doctor Strange - Jason Bourne |
| Melhor Ator em Filme de Ação - Andrew Garfield – Hacksaw Ridge como Desmond T. Doss - Benedict Cumberbatch – Doctor Strange como Dr. Stephen Strange / Doutor Estranho - Matt Damon – Jason Bourne como Jason Bourne - Chris Evans – Captain America: Civil War como Steve Rogers/Capitão América - Ryan Reynolds – Deadpool como Deadpool                       | Melhor Atriz em Filme de Ação - Margot Robbie – Suicide Squad como Harley Quinn - Gal Gadot – Batman v Superman: Dawn of Justice como Mulher-Maravilha - Scarlett Johansson – Captain America: Civil War como Viúva Negra - Tilda Swinton – Doctor Strange como The Ancient One                                                                    |
| Melhor Filme de Comédia - Deadpool - Central Intelligence - Don't Think Twice - The Edge of Seventeen - Hail, Caesar! - The Nice Guys | Melhor Filme Sci-Fi/Horror - Arrival - 10 Cloverfield Lane - Doctor Strange - Don't Breathe - Star Trek Beyond - The Witch |
| Melhor Ator em Filme de Comédia - Ryan Reynolds – Deadpool como Deadpool - Ryan Gosling – The Nice Guys como Holland March - Hugh Grant – Florence Foster Jenkins como St. Clair Bayfield - Dwayne Johnson – Central Intelligence como Robbie Wheirdicht / Bob Stone - Viggo Mortensen – Captain Fantastic como Ben Cash                                         | Melhor Atriz em Filme de Comédia - Meryl Streep – Florence Foster Jenkins como Florence Foster Jenkins - Kate Beckinsale – Love & Friendship como Susan Vernon - Sally Field – Hello, My Name Is Doris como Doris Miller - Kate McKinnon – Ghostbusters como Dr. Jillian Holtzmann - Hailee Steinfeld – The Edge of Seventeen como Nadine Franklin |
| Melhor Trilha Sonora - Justin Hurwitz – La La Land - Nicholas Britell – Moonlight - Jóhann Jóhannsson – Arrival - Micachu – Jackie - Dustin O'Halloran e Hauschka – Lion | Melhor Canção - "City of Stars" – La La Land - "Audition (The Fools Who Dream)" – La La Land - "Can't Stop the Feeling!" – Trolls - "Drive It Like You Stole It" – Sing Street - "How Far I'll Go" – Moana - "The Rules Don't Apply" – Rules Don't Apply                                                                                           |
| Melhor Filme em Língua Estrangeira - Elle ( França) - Agassi ( Coreia do Sul) - Julieta ( Espanha) - Neruda ( Chile) - Forushande ( Irão) - Toni Erdmann ( Alemanha) | |

## Múltiplas indicações e vitórias
| Os seguintes filmes receberam múltiplas indicações: \| Indicações \| Filme \| \| ---------- \| --------------------------------------- \| \| 12 \| La La Land \| \| 10 \| Arrival \| \| 10 \| Moonlight \| \| 8 \| Manchester by the Sea \| \| 7 \| Hacksaw Ridge \| \| 6 \| Doctor Strange \| \| 6 \| Fences \| \| 6 \| Hell or High Water \| \| 6 \| Jackie \| \| 6 \| Lion \| \| 4 \| Deadpool \| \| 4 \| Loving \| \| 4 \| Fantastic Beasts and Where to Find Them \| \| 4 \| Sully \| \| 3 \| 20th Century Women \| \| 3 \| Captain America: Civil War \| \| 3 \| Florence Foster Jenkins \| \| 3 \| Hidden Figures \| \| 3 \| Nocturnal Animals \| \| 3 \| The Edge of Seventeen \| \| 2 \| A Monster Calls \| \| 2 \| Central Intelligence \| \| 2 \| Elle \| \| 2 \| Jason Bourne \| \| 2 \| Love & Friendship \| \| 2 \| Moana \| \| 2 \| Star Trek Beyond \| \| 2 \| The Nice Guys \| \| 2 \| Trolls \| |                                         |
| Indicações | Filme                                   |
| 12 | La La Land                              |
| 10 | Arrival                                 |
| 10 | Moonlight                               |
| 8 | Manchester by the Sea                   |
| 7 | Hacksaw Ridge                           |
| 6 | Doctor Strange                          |
| 6 | Fences                                  |
| 6 | Hell or High Water                      |
| 6 | Jackie                                  |
| 6 | Lion                                    |
| 4 | Deadpool                                |
| 4 | Loving                                  |
| 4 | Fantastic Beasts and Where to Find Them |
| 4 | Sully                                   |
| 3 | 20th Century Women                      |
| 3 | Captain America: Civil War              |
| 3 | Florence Foster Jenkins                 |
| 3 | Hidden Figures                          |
| 3 | Nocturnal Animals                       |
| 3 | The Edge of Seventeen                   |
| 2 | A Monster Calls                         |
| 2 | Central Intelligence                    |
| 2 | Elle                                    |
| 2 | Jason Bourne                            |
| 2 | Love & Friendship                       |
| 2 | Moana                                   |
| 2 | Star Trek Beyond                        |
| 2 | The Nice Guys                           |
| 2 | Trolls                                  |